# San Sebastiano (Tiziano Ermitage)
San Sebastiano è un dipinto del pittore del Rinascimento veneziano, Tiziano, creato negli anni 1570 - 1572. È conservato all'Ermitage di San Pietroburgo.

## Storia
Tiziano ha affondato due volte la morte di San Sebastiano. Trasferì per la prima volta su tela la storia del martirio del santo negli anni 1520-1522 nel Polittico Averoldi. Per professare gli insegnamenti di Cristo, Sebastiano era stato legato a un palo e trafitto con delle frecce. Tuttavia, questo non provocò la morte del martire. La donna che aveva deciso di seppellirlo notò in lui i segni della vita e lo riportò in salute.
La prima versione venne ispirata dal dipinto di Michelangelo, intitolato Schiavi (ora al Louvre). Tiziano si concentrò principalmente sulla presentazione corretta e dettagliata della struttura corporea. A Berlino, la collezione museale dello Staatliche Museen presenta un disegno a penna raffigurante studi per un futuro dipinto di san Sebastiano da parte di Tiziano. Il maestro praticò chiaramente diverse varianti del sacro corpo ricurvo. Attualmente, la prima versione della morte di Sebastiano è sull'altare della Resurrezione della Collegiata dei Santi Nazaro e Celso a Brescia.
Nel 1570, quando il maestro aveva già più di settant'anni, tornò sull'argomento di Sebastiano. Questa volta rappresentò la scena in un modo completamente diverso. Si allontanò dalla perfezione tecnica per presentare la spiritualità e una visione del martirio. Il corpo del martire è trafitto da frecce e illuminato. Sebastiano, come Cristo sulla croce, alza gli occhi al cielo, il che dà l'impressione della fine prossima. Il maestro usa pennellate ampie, con la luce (a sinistra fiamme di fuoco e a destra la luce serale) che fa risaltare gli impasti. Le transizioni di colore sono state ottenute strofinando la vernice con le dita, caratteristica delle opere successive di Tiziano.